# Чёрное (Пестовский район)
Чёрное — деревня в Пестовском муниципальном районе Новгородской области. Входит в состав Лаптевского сельского поселения. По всероссийской переписи населения 2010 года население деревни — 22 человека (8 мужчин и 14 женщин). В деревне есть православный храм святителя Василия Великого Пестовского благочиния Боровичской епархии Новгородской митрополии РПЦ.
Площадь территории деревни — 23,9 га. Чёрное находится на юго-восточном берегу озера Щегрино, на Валдайской возвышенности, на высоте 177 м над уровнем моря, в 2 км к северу от деревни Брызгово и трёх озёр: Чёрного, Белого и Соминца и в 3 км к западу от деревни Анисимово.

## История
В 1834 году в селе была выстроена каменная церковь святителя Василия Великого, которая была приписана к церкви Святой Троицы в Охоне. В списке населённых мест Устюженского уезда Новгородской губернии за 1909 год село Чернянское и смежный с ней погост Голева (Чернянский погост) указаны как относящиеся к Чернянской волости (2-го стана, 4-го земельного участка). Население села Чернянское, что была тогда на земле Анисимовского сельского общества — 48 жителей: мужчин — 22, женщин — 26, число жилых строений — 15, в деревне размещалось волостное управление, были 2 церкви, 5 мелочных лавок и казённая винная лавка, имелся хлебозапасный магазин, в село приезжал врач. На погосте Голева (Чернянском погосте), что был на церковной земле, проживали 13 жителей: мужчин — 4, женщин — 9, число жилых строений — 6, там была земская школа. Затем с 10 июня 1918 года до 31 июля 1927 года в составе Ерёминской волости Устюженского уезда Череповецкой губернии, затем — центр Чернянского (Черняшского) сельсовета Ореховского района Боровичского округа Ленинградской области. Население в 1928 году: деревни — 100 человек
; посёлка Голево — 100 человек. По постановлению ЦИК и СНК СССР от 23 июля 1930 года Боровичский округ был упразднён, а район перешёл в прямое подчинение Леноблисполкому. По постановлению Президиума ВЦИК от 20 сентября 1931 года Чернянский сельсовет передан в Мошенской район в связи с упразднением Ореховского района. По постановлению Президиума ВЦИК от 20 февраля 1937 года Чернянский сельсовет перечислен в Пестовский район из Мошенского района. По Указу Президиума Верховного Совета СССР от 5 июля 1944 года Пестовский район был передан из Ленинградской области во вновь образованную Новгородскую область. Решением Новгородского облисполкома № 359 от 8 июня 1954 года, Чернянский сельсовет был упразднён, а Чёрное перешло в Лаптевский сельсовет.
С принятием закона от 6 июля 1991 года «О местном самоуправлении в РСФСР» была образована Администрация Лаптевского сельсовета (Лаптевская сельская администрация), затем Указом Президента РФ № 1617 от 9 октября 1993 года «О реформе представительных органов власти и органов местного самоуправления в Российской Федерации» деятельность Лаптевского сельского Совета была досрочно прекращена, а его полномочия переданы Администрации Лаптевского сельсовета. По результатам муниципальной реформы, с 2005 года деревня входит в состав муниципального образования — Лаптевское сельское поселение Пестовского муниципального района (местное самоуправление), по административно-территориальному устройству подчинена администрации Лаптевского сельского поселения Пестовского района. В 2012 году Новгородская областная дума (постановлением № 50-5 ОД от 25.01.2012) постановила уведомить Правительство Российской Федерации об упразднении, в числе прочих, Лаптевского сельсовета Пестовского района.